# Barbe postiche
Pour les articles homonymes, voir Postiche.

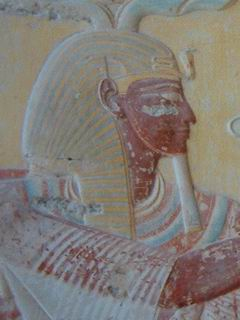
Pharaon portant l'uræus, le némés et la barbe postiche

Dans l'Égypte antique, la barbe postiche (dw3-wr, lu doua-our) est l'un des attributs que partage le pharaon, qu'il soit un homme ou une femme, avec les dieux et qui le différencie du commun des mortels. Cette « barbe », qui en fait ressemble plutôt à une longue barbiche, était portée au menton et attachée derrière les oreilles. Transmise de génération en génération, le pharaon la portait lors des cérémonies et elle était l'un des symboles de sa puissance et une marque de son affiliation divine.
Cette barbe longue et étroite est légèrement courbe chez les dieux, droite chez le pharaon (ou courbe lorsqu'il est assimilé au dieu, comme pour le masque funéraire de Toutânkhamon).
Dans l'écriture hiéroglyphique, le déterminatif du divin s'écrit avec un homme assis portant la barbe postiche.